# Лоръл (Мисисипи)
Ло̀ръл (на английски: Laurel) е град в южната част на Съединените американски щати, един от административните центрове на окръг Джоунс в щата Мисисипи. Населението му е около 18 500 души (2010).
Разположен е на 82 метра надморска височина в Югоизточните равнини, на 42 километра северно от Хатисбърг и на 120 километра югоизточно от Джаксън. Селището е основано през 1882 година на новопостроената железопътна линия до Ню Орлиънс и в продължение на половин век преживява голям подем като център на дървообработващата промишленост.

## Известни личности
Родени в Лоръл
- Леонтин Прайс (р. 1927), певица